# Eric Mouloungui
Eric Mouloungui (n. 1 aprilie 1984, Port-Gentil, Gabon) este un fotbalist aflat sub contract cu OGC Nice.